# Polystichum mohrioides
Polystichum mohrioides là một loài thực vật có mạch trong họ Dryopteridaceae. Loài này được (Bory ex Willd.) C. Presl miêu tả khoa học đầu tiên năm 1836.